# Javier Berasaluce Marquiegui
Javier Berasaluce Marquiegui (Deva, Guipúzcoa, 4 de enero de 1931 - Vitoria, 8 de febrero de 2022) fue un futbolista español que jugaba como guardameta en clubes de importancia de la liga española, como el Real Madrid Club de Fútbol, con el que consiguió cinco Copas de Europa en la década de los 50 del siglo XX.

## Biografía
Se educó de niño en los Salesianos de Deusto, donde se inició en el fútbol, emprendiendo su labor como guardameta, ya de joven, en la Real Sociedad. Su inicio real como futbolista profesional se produjo en el Deportivo Alavés de Vitoria, que se fijó en él cuando tenía 20 años
Entre 1951 y 1955 jugó en el Deportivo Alavés, tras lo cual lo contrató el Real Madrid en una época dorada en la que consiguió 5 copas de Europa seguidas, que el formó parte del equipo, aunque el titular en la portería era Juanito Alonso. Compartía filas con jugadores de la talla de Puskas, Rial o Gento, entre otros.
Posteriormente pasó al Racing de Santander, en el cual abandonó su carrera como futbolista en 1963.

## Selección nacional
Jugó en el equipo B de la selección española.

## Clubes
- Amaikak-Bat
- Real Sociedad
- Deportivo Alavés
- Real Madrid
- Racing de Santander

## Palmarés

### Títulos nacionales
| Título                   | Club              | Año  |
| ------------------------ | ----------------- | ---- |
| Campeonato de Liga (2.ª) | Deportivo Alavés  | 1954 |
|                          |                   |      |
| Campeonato de Liga       | Real Madrid C. F. | 1957 |
| Campeonato de Liga       | Real Madrid C. F. | 1958 |

### Títulos internacionales
| Título         | Club              | Año  |
| -------------- | ----------------- | ---- |
| Copa de Europa | Real Madrid C. F. | 1956 |
| Copa Latina    | Real Madrid C. F. | 1957 |
| Copa de Europa | Real Madrid C. F. | 1957 |
| Copa de Europa | Real Madrid C. F. | 1958 |
| Copa de Europa | Real Madrid C. F. | 1959 |
| Copa de Europa | Real Madrid C. F. | 1960 |